# Unterseeboot 988
L'Unterseeboot 988 ou U-988 est un sous-marin allemand (U-Boot) de type VIIC utilisé par la Kriegsmarine pendant la Seconde Guerre mondiale.
Le sous-marin fut commandé le 25 mai 1941 à Hambourg (Blohm + Voss), sa quille fut posée le 2 octobre 1942, il fut lancé le 3 juin 1943 et mis en service le 15 juillet 1943, sous le commandement de l'Oberleutnant zur See Erich Dobberstein.
L'U-988 n'endommagea ou ne coula aucun navire au cours de l'unique patrouille (35 jours en mer) qu'il effectua.
Il est coulé par l'Aviation britannique dans la Manche, en juin 1944. Son épave repose au large de Cherbourg.

## Conception
Unterseeboot type VII, l'U-988 avait un déplacement de 769 tonnes en surface et 871 tonnes en plongée. Il avait une longueur totale de 67,10 m, un maître-bau de 6,20 m, une hauteur de 9,60 m et un tirant d'eau de 4,74 m. Le sous-marin était propulsé par deux hélices de 1,23 m, deux moteurs diesel Germaniawerft M6V 40/46 de 6 cylindres en ligne de 1 400 cv à 470 tr/min, produisant un total de 2 060 à 2 350 kW en surface et de deux moteurs électriques Brown, Boveri & Cie GG UB 720/8 de 375 cv à 295 tr/min, produisant un total 550 kW, en plongée. Le sous-marin avait une vitesse en surface de 17,7 nœuds (32,8 km/h) et une vitesse de 7,6 nœuds (14,1 km/h) en plongée. Immergé, il avait un rayon d'action de 80 milles marins (150 km) à 4 nœuds (7,4 km/h; 4,6 milles par heure) et pouvait atteindre une profondeur de 230 m. En surface son rayon d'action était de 8 500 milles nautiques (soit 15 700 km) à 10 nœuds (19 km/h).
L'U-988 était équipé de cinq tubes lance-torpilles de 53,3 cm (quatre montés à l'avant et un à l'arrière) et embarquait quatorze torpilles. Il était équipé d'un canon de 8,8 cm SK C/35 (220 coups), d'un canon antiaérien de 20 mm Flak et d'un canon 37 mm Flak M/42 qui tire à 15 350 mètres avec une cadence théorique de 50 coups par minute. Il pouvait transporter 26 mines TMA ou 39 mines TMB. Son équipage comprenait 4 officiers et 40 à 56 sous-mariniers.

## Historique
Il reçut sa formation de base au sein de la 5. Unterseebootsflottille jusqu'au 31 mai 1944, puis il intégra sa formation de combat dans la 7. Unterseebootsflottille.
Le 8 septembre 1943 pendant des exercices dans la Baltique, l'U-983 coule après une collision avec l'U-988 au nord-ouest de Łeba (5 victimes, 38 rescapés).
Sa première patrouille est précédée d'un court trajet de Kiel à Marviken. Elle commence le 22 mai 1944 au départ de Marviken pour l'Atlantique Nord. Le 6 juin 1944, il reçoit l'ordre de se rendre dans la Manche en passant par le sud de l'Irlande.
L'U-988 est attaqué et coulé le 22 juin 1944 dans la Manche au nord-ouest de Cherbourg, par des charges de profondeur d'un avion bombardier Liberator américain du VB-110 USN/K.
Les 50 membres d'équipage meurent dans cette attaque.
Une épave d'U-Boot est localisée en 1998 au nord-ouest de Cherbourg, à la position 50° 01′ 03″ N, 2° 59′ 07″ O. En 2013, elle est formellement identifiée comme étant celle de l'U-988.

### Fait précédemment établi
Entre le 27 et le 29 juin 1944, trois navires (HMS Pink, SS Maid of Orleans et SS Empire Portia) sont torpillés par un U-Boot inconnu dans la Manche. Cette attaque est attribuée à l'U-988 par certaines sources
Selon d'autres sources, l'U-988 aurait été attaqué et endommagé le 29/30 juin 1944 à l'ouest de Guernesey par un avion bombardier Liberator du No. 244 Squadron RAF (en), puis coulé par les frégates HMS Domett (K473) (en), HMS Duckworth (K351) (en), HMS Essington (K353) (en) et peut-être le HMS Cooke (K471) (en), à la position 49° 37′ N, 3° 41′ O.

### Révision
En octobre 2015, la découverte de l'épave montre que l'U-988 n'est pas l'auteur de l'attaque des trois navires. Nul ne sait si l'Empire Portia et le Maid of Orleans ont été torpillés ou minés,.

## Affectations
- 5. Unterseebootsflottille du 15 juillet 1943 au 31 mai 1944 (Période de formation).
- 7. Unterseebootsflottille du 1er juin 1944 au 22 juin 1944 (Unité combattante).

## Commandement
- Oberleutnant zur See Erich Dobberstein du 15 juillet 1943 au 22 juin 1944.

## Patrouille(s)
|       | Commandant              | Départ      | Départ   | Arrivée      | Arrivée  | Jours    | Succès |
| ----- | ----------------------- | ----------- | -------- | ------------ | -------- | -------- | ------ |
|       | Oblt. Erich Dobberstein | 11 mai 1944 | Kiel     | 13 mai 1944  | Marviken | 3 jours  |        |
| 1     | Oblt. Erich Dobberstein | 22 mai 1944 | Marviken | 22 juin 1944 | Coulé    | 32 jours |        |
| Total | Total                   | Total       | Total    | Total        | Total    | 35 jours | 0 t    |

Note : Oblt. = Oberleutnant zur See